# Hans Fitze
Hans Fitze (* 16. April 1903 in Lübeck; † 25. November 1998 in Hamburg) war ein deutscher Schauspieler, Hörspielsprecher, Regisseur und Theaterintendant.

## Leben

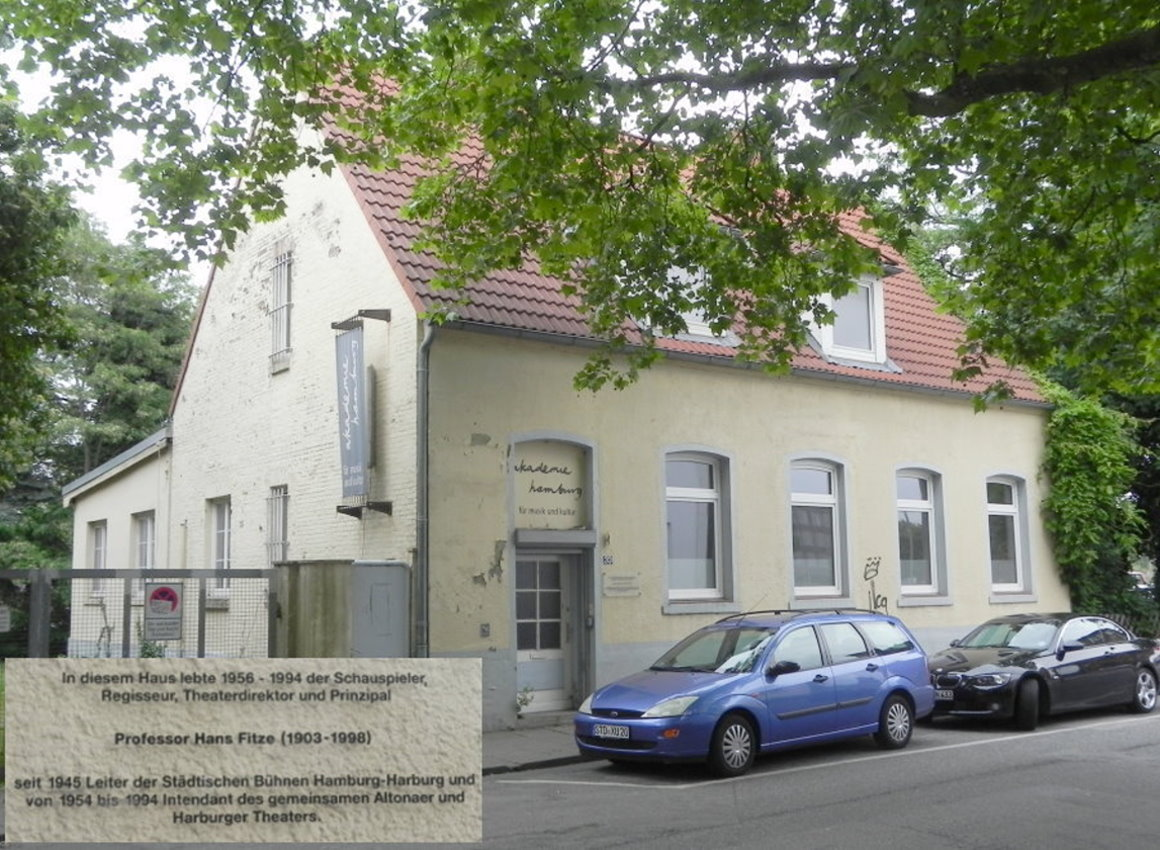
Hans-Fitze-Haus in Harburg 2011

Der 1903 geborene Fitze absolvierte ab 1920 zunächst eine Lehre als Bankkaufmann, trat aber nebenher auch als Pianist und Kapellmeister auf. 1932 gelang ihm die Aufnahme in die Schauspielschule des Deutschen Schauspielhauses Hamburg, an dem er auch sein erstes Bühnenengagement als Schauspieler erhielt. Es folgten weitere Theaterstationen in Hamburg (Neues Theater), Bonn (Schauspielhaus) und Köln (Städtische Bühnen), ehe er endgültig in Hamburg seine künstlerische Heimat fand.
1945 übernahm er die Leitung der Städtischen Bühne im kriegszerstörten Hamburg-Harburg und versammelte in dieser schwierigen Zeit ein Ensemble um sich, mit dem er auf provisorischen Bühnen in Harburg spielte. 1949 stellte Hamburg die Finanzierung des Stadttheaters ein, worauf Intendant Fitze nun das Harburger Theater als Privatbühne weiterführte. Seit 1954 leitete er auch das Altonaer Theater als Privatbühne weiter. In seiner fast fünfzigjährigen Tätigkeit als Prinzipal inszenierte Fitze über 250 Bühnenstücke und trat selbst in mehr als 350 Rollen auf. Zeitweise hatten Fitze und sein Ensemble mehr als 10 000 Abonnenten. Er war mit der Stadtteilbespielung und eigenen Abonnementsreihen in Wandsbek und Berne vertreten.

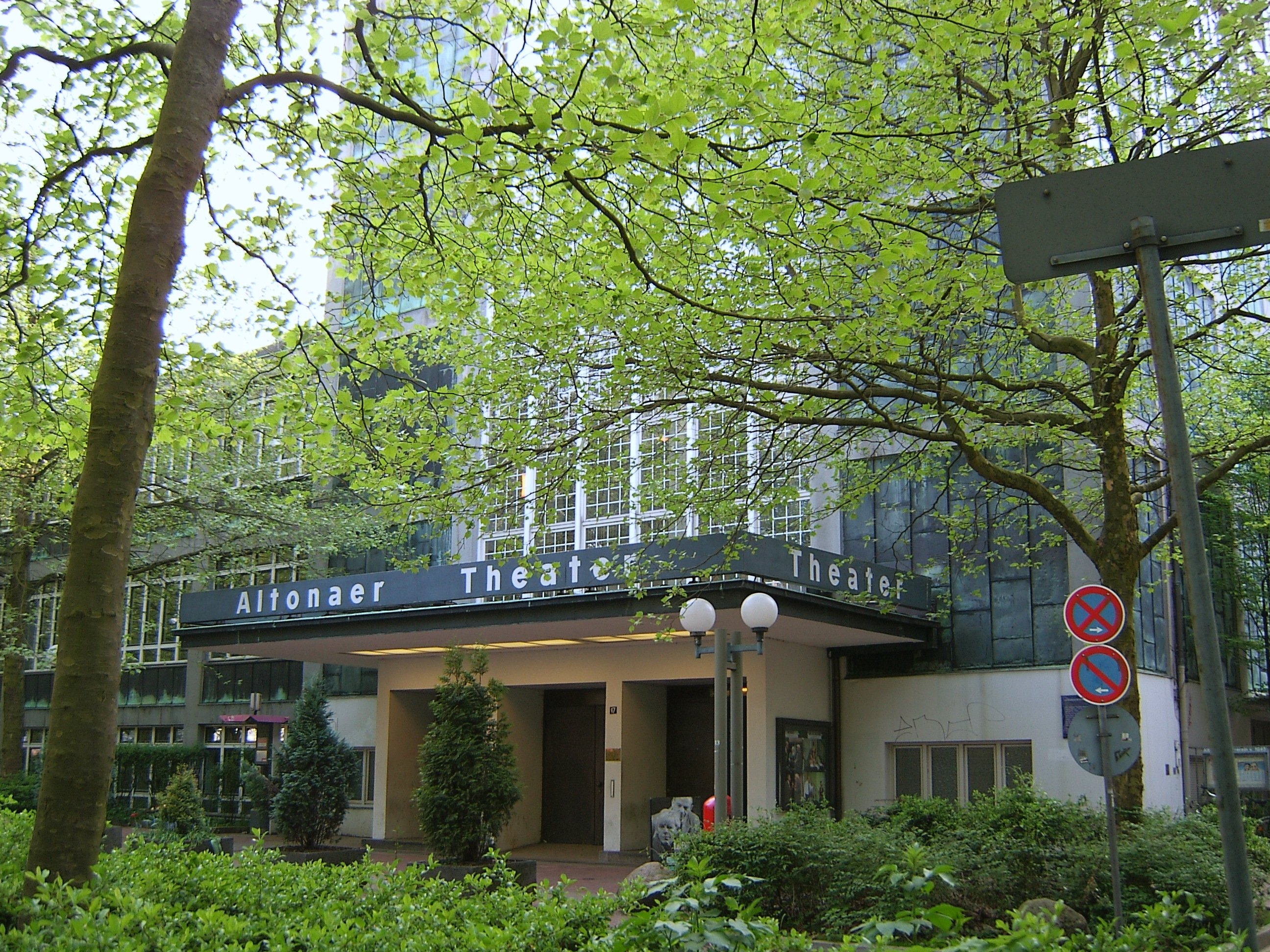
Das Altonaer Theater im „Haus der Jugend“

Dabei legte er Wert auf traditionelle Inszenierungen:
„Ich mache konservatives Theater, und die Alten, die einen Großteil meines Publikums ausmachen, werden in unserer Gesellschaft ja immer mehr.“
Fitze leitete das Altonaer und Harburger Theater bis zum Jahr 1994, als er auf Druck der Kulturbehörde die Intendanz niederlegte. Aufgrund finanzieller Schwierigkeiten und Subventionskürzungen wurden beide Theater vorläufig geschlossen. Zum Zeitpunkt seines Ausscheidens galt Fitze nach 49 Jahren als dienstältester Intendant weltweit.
Neben seiner umfangreichen Bühnentätigkeit trat Fitze vereinzelt auch in Film- und Fernsehproduktionen auf, so u. a. neben Hans Albers in 13 kleine Esel und der Sonnenhof. Außerdem übernahm er Gastauftritte in Fernsehserien wie Unser Haus in Kamerun und Gestatten, mein Name ist Cox!
Darüber hinaus lieh er als Synchronsprecher seine Stimme u. a. Michael Hordern (Sie waren 13), Mervyn Johns (Dämon Weib) und Joseph Tomelty (Herr im Haus bin ich, Simba, Voller Wunder ist das Leben).
Fitze war seit 1949 auch umfangreich als Hörspielsprecher beim NWDR Hamburg und dessen Nachfolger dem NDR im Einsatz. Dazu gehörten auch eine größere Anzahl an Mundart-Hörspielen, bei denen er gemeinsam mit dem Ensemble des Ohnsorg-Theaters auftrat.
Hans Fitze war mit der Schauspielerin Elke Ahlf alias Elly Fitze (1905–2008) verheiratet, die ebenfalls lange Jahre am Altonaer Theater spielte.

## Filmografie (Auswahl)
- 1949: Der Ruf
- 1951: Der Verlorene
- 1953: Im Banne der Guarneri (Fernsehfilm)
- 1958: 13 kleine Esel und der Sonnenhof
- 1961: Das letzte Kapitel
- 1961: Unser Haus in Kamerun
- 1964: Das Kriminalgericht – Der Fall Calmette
- 1965: Gestatten, mein Name ist Cox! (Fernsehserie, 1 Episode)
- 1966: Das Bohrloch oder Bayern ist nicht Texas
- 1966: Hafenpolizei (Fernsehserie) – Die neue Spur
- 1966: Intercontinental Express – Was kosten Sie, Herr Kommissar?
- 1967: Polizeifunk ruft (Fernsehserie) – Der Wolfshund
- 1967: Bürgerkrieg in Rußland (Fernseh-Fünfteiler)
- 1969: Die Kuba-Krise 1962 (Fernsehfilm)
- 1970: Polizeifunk ruft – Auf glühenden Kohlen
- 1975: Tatort: Kurzschluss

## Hörspiele
- 1949: Frauen ohne Hafen – Regie: Gustav Burmester
- 1949: Schiff ohne Hafen – Regie: Fritz Schröder-Jahn
- 1950: Sam Smalls Abenteuer – Regie: Kurt Reiss
- 1950: Ein Sohn der Sonne (nach Jack London) – Regie: Curt Becker
- 1950: Caliban – Regie: Otto Kurth
- 1950: Götter, Gräber und Gelehrte – Regie: Gustav Burmester
- 1950: Der Sprung über den Schatten – Regie: Fritz Schröder-Jahn
- 1950: Der eiserne Turm – Autor und Regie: Günther Schnabel
- 1950: Die tödlichen Sterne (nach Oscar Wilde) – Regie: Fritz Schröder-Jahn
- 1950: Hundert Kronen (Illusion) – Regie: Kurt Reiss
- 1950: Bummel durch den November – Regie: Curt Becker
- 1950: Einer zahlt seine Schuld – Regie: Fritz Schröder-Jahn
- 1951: Bummel durch den Dezember – Regie: Curt Becker
- 1951: Wer Pech berührt, besudelt sich (nach John Galsworthy) – Regie: Werner Hausmann
- 1951: Die Glücksritter oder Fortuna her zu mir (nach Joseph von Eichendorff) – Regie: Gustav Burmester
- 1951: Bummel durch den Januar – Regie: Curt Becker
- 1951: Bummel durch den Februar – Regie: Curt Becker
- 1951: Bummel durch den April – Regie: Curt Becker
- 1951: Segeln – ein Sport für Männer – Regie: Rudi Fisch
- 1951: Das Geheimnis der Yosemite-Indianer – Regie: Kurt Reiss
- 1951: Der Weg zum Weltraumschiff – Regie: Fritz Schröder-Jahn
- 1951: Herr Ohnix sucht seinen Mörder – Regie: Hans Rosenhauer
- 1951: Bummel durch den Juli – Regie: S. O. Wagner
- 1951: Bummel durch den August – Regie: Hans Rosenhauer
- 1951: Der Teufel fährt im D-Zug mit (von Herbert Reinecker) – Regie: Fritz Schröder-Jahn
- 1951: Wir bauen unsern Kohl – Regie: Rudi Fisch
- 1951: Bummel durch den September – Regie: Hans Rosenhauer
- 1951: Vater braucht eine Frau (von Herbert Reinecker) – Regie: Fritz Schröder-Jahn
- 1951: Bummel durch den Oktober – Regie: Hans Rosenhauer
- 1951: Beruf und Berufung – Regie: Hans Rosenhauer
- 1951: Der Staatsstreich – Regie: Fritz Schröder-Jahn
- 1952: Fahr wohl, Benjowsky – Regie: Gert Westphal
- 1952: Aus dem Leben eines Arztes. Der Chirurg Ferdinand Sauerbruch erzählt – Regie: Fritz Schröder-Jahn
- 1952: Der Seelengreifer – Regie: Hans Rosenhauer
- 1952: Bummel durch den März – Regie: Hans Rosenhauer
- 1952: Ballade vom Meer – Regie: Gustav Burmester
- 1952: Das Gericht zieht sich zur Beratung zurück; Folge: Tumult beim Fußball – Regie: Gerd Fricke
- 1952: Das große Uhrwerk – Regie: Fritz Schröder-Jahn
- 1952: Das Gericht zieht sich zur Beratung zurück; Folge: Der 13. März – Regie: Gerd Fricke
- 1953: Begegnung im Balkan-Expreß – Regie: Gert Westphal
- 1953: Gobsch – Regie: Fritz Schröder-Jahn
- 1953: En Swien geiht üm – Regie: Günter Jansen
- 1953: Gott sien Speelmann – Regie: Hans Tügel
- 1953: Dat Motiv – Regie: Günter Jansen
- 1954: Smuggelmeier – Regie: Günter Jansen
- 1954: Holländisch-niederdeutsche Stunde: Zwei Kurzhörspiele – Regie: Hans Tügel
- 1954: Friekamen – Regie: Günter Jansen
- 1954: Greta – Regie: Günter Jansen
- 1954: De Weg na Huus – Regie: Günter Jansen
- 1954: Dat Hart is klöker – Regie: Hans Tügel
- 1955: Mary Celeste – Regie: Otto Kurth
- 1955: Prozeßakte Vampir – Regie: Hans Gertberg
- 1955: Asmus Karsten söcht en niege Heimat – Regie: Hans Tügel
- 1955: Der Nigger auf Scharhörn – Regie: Kurt Reiss
- 1956: De Börgermeister vun Lütten-Bramdörp – Regie: Hans Tügel
- 1956: De Appelboom in'n Hoff – Regie: Günter Jansen
- 1956: Bunte Mardels – Regie: Günter Jansen
- 1956: De vun'n Weg afkümmt – Regie: Hans Tügel
- 1956: De ruge Hoff – Regie: Hans Tügel
- 1956: Das Gericht zieht sich zur Beratung zurück; Folge: Überfall in der Julianstraße – Regie: Gerd Fricke
- 1956: Stratenmusik – Regie: Hans Tügel
- 1956: Südamerikan'sche Wull – Regie: Günter Jansen
- 1957: Der Mann, der nicht schlafen konnte – Regie: Hans Rosenhauer
- 1957: Stött di nich an de Nees, Hannes – Regie: Günter Jansen
- 1957: Die Furcht hat große Augen – Regie: Gustav Burmester
- 1957: De grote Fahrt – Regie: Günter Jansen
- 1957: Kaspar Troll – Regie: Hans Tügel
- 1957: Pinkerton – Regie: Günter Jansen
- 1957: Dat Wunnerkind – Regie: Günter Jansen
- 1957: De Möllner Gerechtigkeit – Regie: Hans Tügel
- 1958: Karussell för di un mi – Regie: Günter Jansen
- 1958: Fieroben – Regie: Günter Jansen
- 1958: De Doden sünd dod – Regie: Hans Tügel
- 1958: Hamborg sien Uhlenspeegel – Regie: Günter Jansen
- 1958: Recht mutt Recht blieven – Regie: Hans Tügel
- 1958: En lütt Paradies, vun dat de Olen nix verstaht – Regie: Günter Jansen
- 1959: Spök in'n Dörpen – Regie: Otto Lüthje
- 1959: Die Jagd nach dem Täter (Der Blumenbote) – Regie: S. O. Wagner
- 1959: Mudder Elend und ehr Beerbohm – Regie: Hans Tügel
- 1959: Gott sien Speelmann – Regie: Hans Tügel
- 1960: Bott för de Doden – Regie: Hans Tügel
- 1960: De verloren Söhn – Regie: Hans Tügel
- 1961: Marschmusik för't Leben – Regie: Hans Tügel
- 1962: Dat Düvelsspil – Regie: Hans Tügel
- 1962: De Deenstplan – Regie: Curt Timm
- 1963: De trurige GmbH – Regie: Rudolf Beiswanger
- 1963: Koppgeld – Regie: Rudolf Beiswanger
- 1963: Gegen de Vörschrift – Regie: Curt Timm
- 1964: Schalterdeenst – Regie: Curt Timm
- 1964: Dat Arvdeel – Regie: Otto Lüthje
- 1965: Sössunsösstig – Regie: Curt Timm
- 1965: De gröne Muskant – Regie: Curt Timm
- 1966: De swarte Hahn – Regie: Curt Timm
- 1968: De Windbütel – Regie: Curt Timm
- 1968: Vergeten will Kriemhilde nich – Regie: Curt Timm
- 1973: Das sonderbare Telefon – Regie: Gustav Burmester

Datum unbekannt:
- De mit dat Teken – Regie: Curt Timm

## Ehrungen

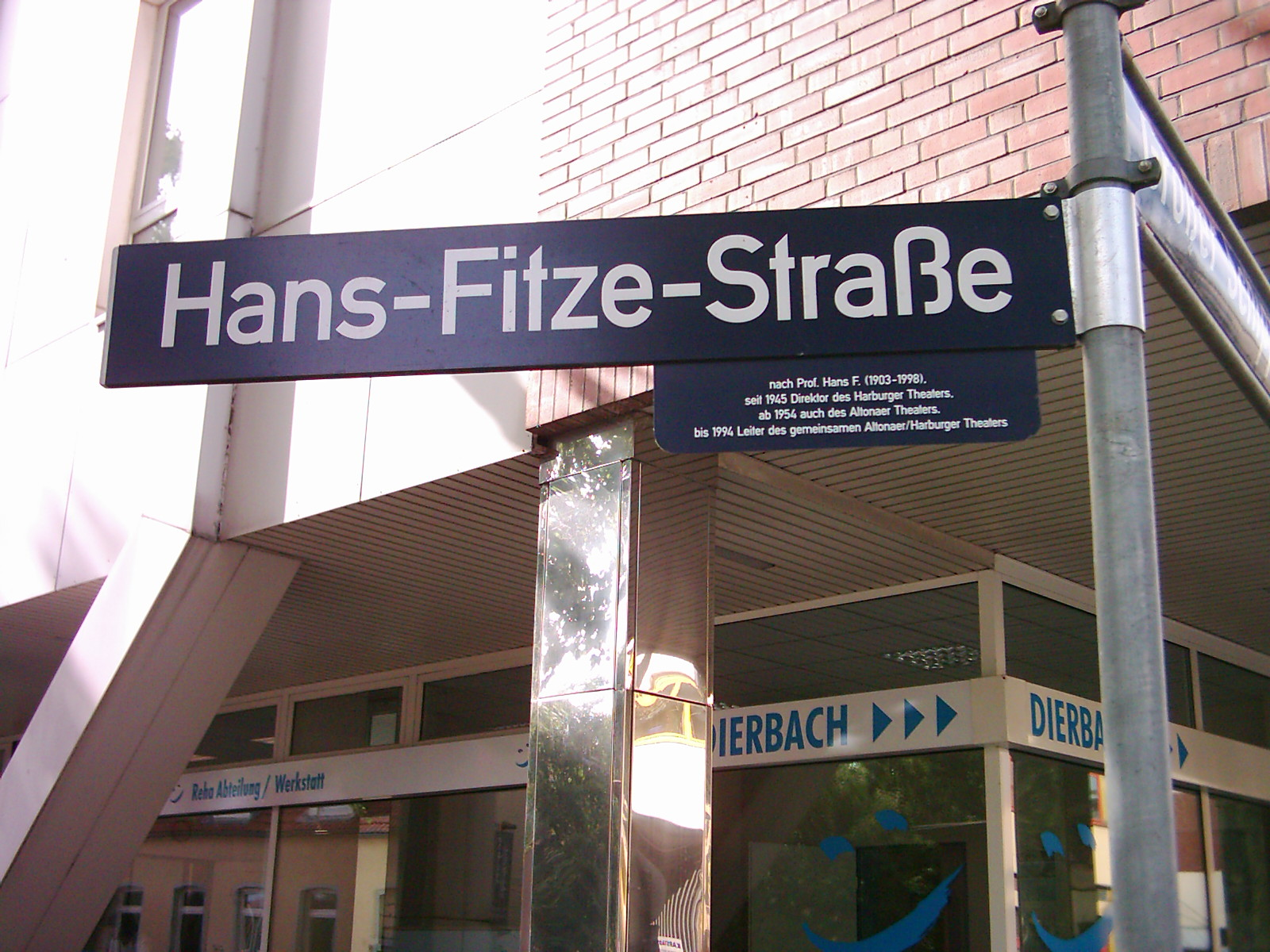
Straßenschild in Harburg: Hans-Fitze-Straße mit biographischen Angaben

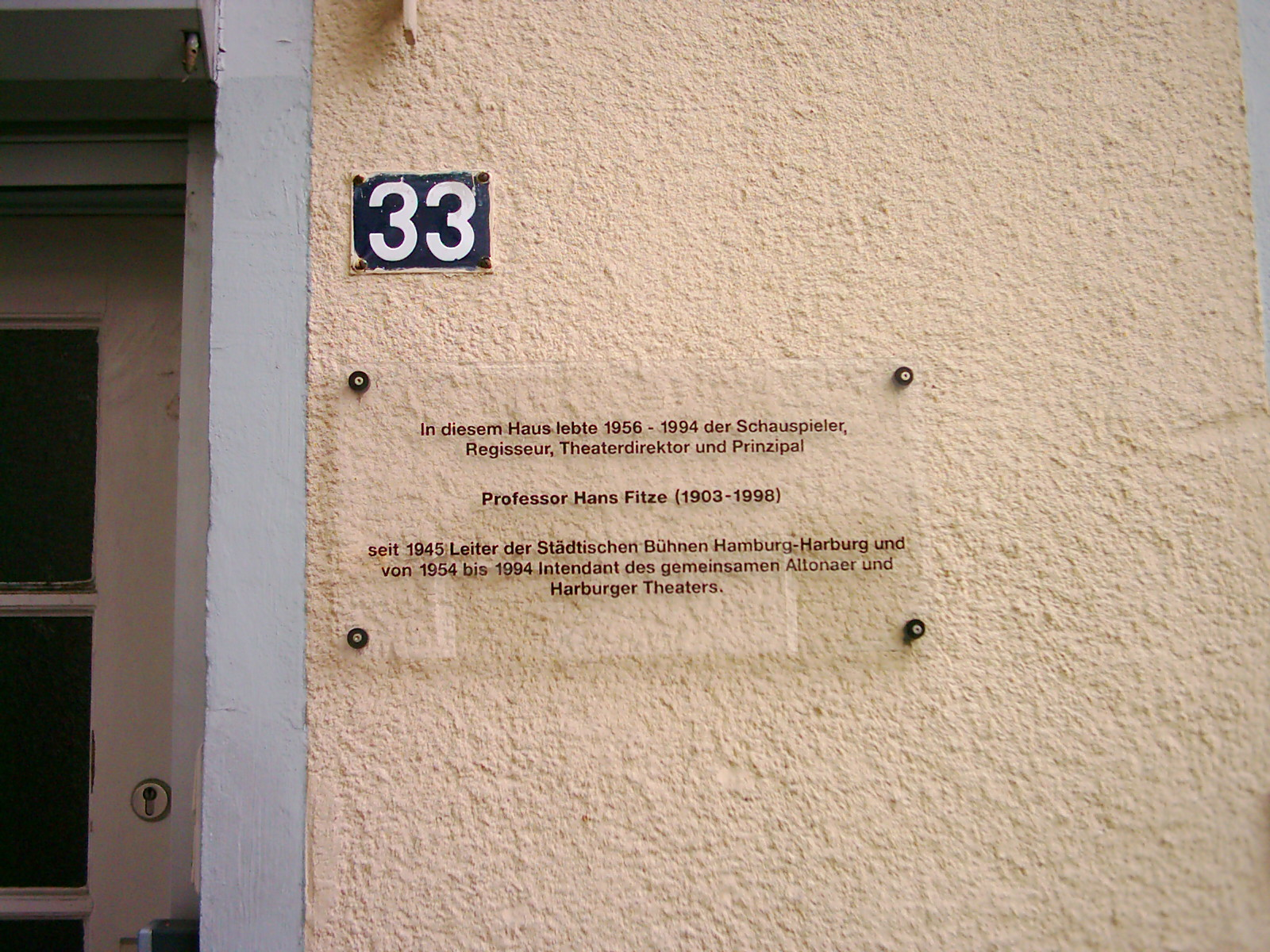
Gedenktafel am Wohnhaus Küchgarten 33

- 1969 Otto-Brahm-Medaille der Genossenschaft Deutscher Bühnenangehöriger
- 1972 und 1973 „Silberne Maske“ der Hamburger Volksbühne
- 1973 Bundesverdienstkreuz Erster Klasse
- 1980 Biermann-Ratjen-Medaille des Hamburger Senats
- 1986 Medaille für Kunst und Wissenschaft des Hamburger Senats

1992 wurde Fitze zum Professor ernannt. Am 16. April 2003, Fitze wäre an diesem Tag 100 Jahre alt gewesen, wurde ein Teil der Straße Küchgarten in Hamburg-Harburg in Hans-Fitze-Straße umbenannt. Im Haus Küchgarten 33 hatte Fitze bis 1994 gewohnt, zudem war in dem heute von der Akademie Hamburg für Musik und Kultur genutzten Haus die Geschäftsstelle und Probebühne des Theaters untergebracht. Im November 2003 wurde am Altonaer Theater auf Bestreben des Altonaer Bürgervereins und der Patriotischen Gesellschaft von 1756 eine Gedenktafel angebracht. Zusammen mit seiner 2008 verstorbenen Frau Elke Ahlf erhielt Hans Fitze im gleichen Jahr ein Ehrengrab auf dem Neuen Friedhof Harburg.
 Seit 2013 weisen im Foyer des Archäologischen Museums Hamburg (Helms-Museum) ein Foto und eine Tafel auf die Verdienste des Künstlers hin.